# Legion Gruziński (1915–1917)
Legion Gruziński (niem. Georgische Legion) – ochotnicza formacja wojskowa armii niemieckiej złożona z Gruzinów podczas I wojny światowej.
Legion został sformowany na początku 1915 r. w Trapezuncie z inicjatywy oficera łącznikowego przy tureckiej 3 Armii Friedricha-Wernera von der Schulenburga, b. wicekonsula Niemiec w Tyflisie. Liczył ok. 1,3–1,5 tys. ludzi. W jego skład wchodzili jeńcy wojenni pochodzenia gruzińskiego z armii rosyjskiej, a także kilkusetosobowy oddział zbrojny muzułmanów z tureckiego Lazystanu na czele z Leo Kereselidze, przywódcą Unii Gruzińskich Tradycjonalistów. Dowództwo objął Niemiec por. Horst Schliephack. Wśród kadry oficerskiej byli też Gruzini, wśród których najwyższy rangą był L. Kereselidze. Pomysł utworzenia Legionu wspierał działający w Niemczech Komitet Niepodległej Gruzji. Formacja wzięła udział w niemieckiej ekspedycji kaukaskiej wespół z wojskami niemieckimi i tureckimi. Podczas walk z Rosjanami w latach 1915–1916 Gruzini stacjonowali w miejscowościach Samsun i Kerasunt na obszarze górskim na wschód od Tirebolu nad Morzem Czarnym. Legion odgrywał przede wszystkim rolę propagandową, mając doprowadzić do wybuchu antyrosyjskiego powstania ludności gruzińskiej. Turcy wprawdzie woleli użyć go jako zwykłej jednostki wojskowej, ale wygrała koncepcja Niemców. Pod koniec ekspedycji kaukaskiej Legion uczestniczył jednak w walkach z wojskami rosyjskimi na wybrzeżu Morza Czarnego w rejonie Kerasunt. Został rozformowany w styczniu 1917 r., po pogorszeniu się kontaktów pomiędzy pro-niemieckim Komitetem Niepodległej Gruzji a władzami tureckimi pod koniec 1916 r. Wynikało to z planów Turków aneksji ziem gruzińskich. Wielu Gruzinów, w tym L. Kereselidze, wstąpiło do wojsk niemieckich, zaś po uzyskaniu niepodległości przez Gruzję 26 maja 1918 r. stanowili kadrę nowo formowanych gruzińskich sił zbrojnych.